# УАЗ Хантер

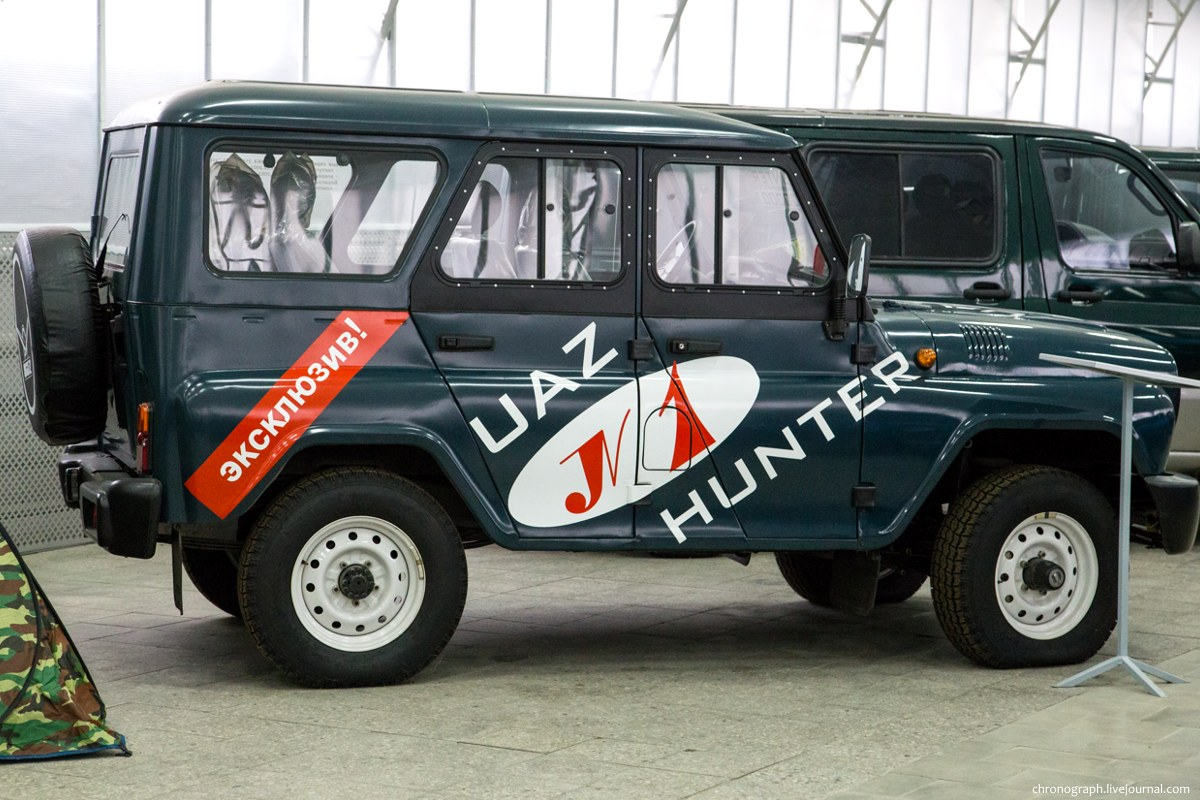
УАЗ Хантер с номером 00001. Музей автозавода

УАЗ Хантер — автомобиль повышенной проходимости (внедорожник) для эксплуатации на дорогах всех категорий, а также на пересечённой местности. Автомобиль, представляющий собой дальнейшее развитие моделей УАЗ-469/УАЗ-3151, выпускается Ульяновским автозаводом с 2003 года.

## История
Ульяновский автомобильный завод начал серийный выпуск УАЗ «Хантер» 19 ноября 2003 года. Он сменил на конвейере «Командирский» УАЗ-31512 и УАЗ-31514/-31519 — модификации производившейся с 1972 по 2011 год модели — УАЗ-469.
Весной 2014 года руководство завода объявило о снятии автомобиля с производства, назвав его морально устаревшим. Однако с февраля 2015 года было решено возобновить выпуск обновлённого «Хантера», соответствующего экологическим нормам «Евро-5» и требованиям безопасности.
Сертификат ОТТС действует на модель до 2022 года — в 2019 году внедорожник юридически переквалифицирован в грузовой автомобиль категории N1G получивший индекс УАЗ-2924, что позволило обойти Технический регламент, по которому обязательна подушка безопасности (которая в силу конструкции всё равно была бы бесполезна).
В 2022 году была выпущена лимитированная в 50 экземпляров юбилейная версия «Хантера», приуроченную к 50-летию модели. 
В конце 2023-го завод начал ставить на модель двухцветные оранжево-белые подфарники ПФ-130, вместо которых раньше стояли аналогичные бесцветные (белые), с оранжевой лампочкой указателей поворота.

## Описание
УАЗ «Хантер» представляет собой дальнейшее развитие второго поколения ульяновских внедорожников УАЗ-469 и УАЗ-3151.
Внешние отличия от УАЗ-469: чёрные рамки окон на «клёпках», сдвижные стёкла боковых окон, пластиковая накладка на решётке радиатора, другие бамперы, другое крепление запасного колеса, цельно-распашная задняя дверь.
С весны 2019 года базовая модель оснащается ABS, модулем ЭРА-ГЛОНАСС, и безальтернативными мостами типа «Спайсер».

### Двигатель
Появившиеся в 2003 году UAZ Hunter помимо внешних незначительных отличий получил другой двигатель, для которого пришлось даже переделать раму: 16-клапанный ЗМЗ-409 с распределённым впрыском и электронным управлением, хотя часть Хантеров поначалу оснащалась старым двигателем УМЗ-421. Новый двигатель ЗМЗ-409 — более тяжёлый (190 кг против 170 кг у УМЗ), более требовательный к качеству топлива. С конца 2005 года к двум бензиновым двигателям добавился дизельный мотор ЗМЗ. Также были варианты с установкой турбодизеля ЗМЗ-514, иногда использовались иностранные дизели, но всё же «победил» именно бензиновый ЗМЗ-409.
До 1 ноября 2024 года был доступен с двигателем ЗМЗ-40911 экостандарта «Евро-2» мощностью 112,2 л.с. и крутящим моментом 198 Нм., после оснащается атмосферным мотором ЗМЗ 40905 PRO (409052.10) экостандарта «Евро-5»  мощностью 149,6 л.с. и крутящим моментом 235 Нм., такой же как на моделях УАЗ «Патриот», «Пикап» и «Профи».

### Трансмиссия
С весны 2019 года базовая модель оснащается корейской 5-ступенчатой МКПП Dymos, которая ранее устанавливалась по желанию как альтернатива МКПП из Арзамаса и Ульяновска.
Как писал журнал «Авторевю», в 2018 году компанией «ТД УАЗ Моторс» на модель устанавливался контрактный «автомат» Aisin 30-40LE(A340), разработка велась по заказу ливанской фирмы Ultimate Fahed, АКПП была установлена на шесть автомобилей, под заказ возможна установка в России.

## Технические характеристики

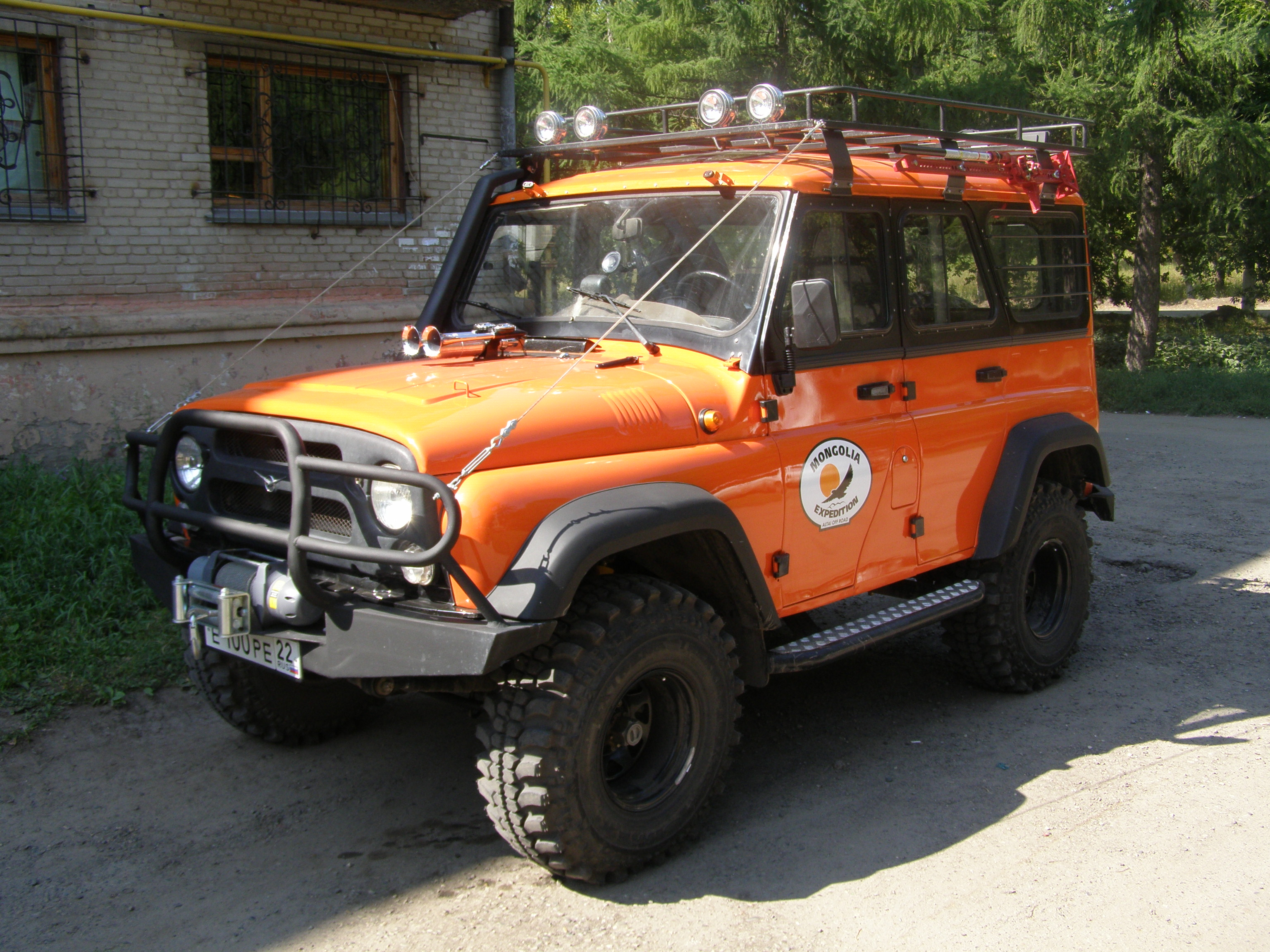
Экспедиционный УАЗ Хантер с лебёдкой, участник экспедиции в Монголию

- Раздаточная коробка 2-ступенчатая: I — 1; II — 1,94
- Передние тормоза дисковые вентилируемые, с двумя цилиндрами, с плавающей скобой
- Задние тормоза барабанного типа, с одним цилиндром, с автоматическим регулированием зазора между накладками и барабаном
- Передняя подвеска зависимая, пружинная со стабилизатором поперечной устойчивости, гидравлическими амортизаторами телескопического типа двухстороннего действия, с двумя продольными рычагами и поперечной тягой
- Задняя подвеска зависимая, на двух продольных полуэллиптических малолистовых рессорах и гидравлическими  амортизаторах телескопического типа двухстороннего действия
- Шины 225/75R16, 235/70R16, 245/70R16

## Варианты и модификации
- Хантер Классик — версия, укомплектованная металлическими бамперами и задним откидным бортом, а также отличается отсутствием пластиковых накладок на кузове.
- В 2010 году УАЗ ко Дню Победы выпускал ограниченную серию автомобиля УАЗ-469.
- В 2015 году была выпущена ограниченная «Победная серия»., посвящённая 70-летию Победы в Великой Отечественной войне. На борту этих автомобилей выполнена аэрография, аналогичная рисунку на фюзеляже самолёта Титаренко — главного героя культового советского художественного фильма «В бой идут одни „старики“», в цвете военных лет — «Защитный» (зеленый неметаллик), хромированные шильдики «Победная серия»,[11][12].
- UAZ Hunter Devolro — тюнинговая американская версия, большинство используемых агрегатов — сторонних производителей[13].
- В 2017 году выпущена числом 469 единиц «Юбилейная» спецверсия в честь 45 лет с начала серийного производства УАЗ-469. Версия отличалась трёхцветной окраской: зеленый низ, черный верх и белая крыша, а задняя дверь исполнена в классическом стиле с двумя откидными створками.[5][14]
- В 2019 году выпущена спецсерия «Экспедиция» в ярко оранжевом цвете, с дополнительным сертифицированным оборудованием: дугой, силовыми бамперами и порогами, багажником на крыше, электрической лебёдкой и фаркопом. Особенность серии — откидной задний борт вместо распашной двери и увеличенные задние колесные арки.[15][6]
- В 2020 году чешской компанией MW Motors разработана версия электромобиля и праворульная версия, которые появятся на рынке Европе и Великобритании под названием MWM Spartan во второй половине 2020 года.[16][17]

## Продажи
| Год  | Объём |
| ---- | ----- |
| 2014 | 3 740 |
| 2015 | 3 564 |
| 2016 | 3 591 |
| 2017 | 1 678 |
| 2018 | 1 445 |
| 2019 | 1 059 |
| 2020 | 999   |
| 2021 | 526   |
| 2022 | 558   |
| 2023 | 1037  |
| 2024 | 536   |

## Оценки
К счастью, Хантер остался тем самым «уазиком», который мы знаем и любим. Ведь «уазик» — это такое же «наше всё», как автомат Калашникова, «тридцатьчетверка» или трехлинейная винтовка Мосина. Присмотритесь к нему. Правильные пропорции, лаконичные обводы крыльев, узнаваемый рисунок передка… Это вам не какой-нибудь безликий Симбир, а настоящий УАЗ — один из самых красивых отечественных автомобилей. Без иронии.— журнал «Авторевю», № 3, 2004 год

Вслед за поездками по суровому бездорожью данный УАЗ ремонтируют, даже используя молоток. Данная машина продолжит ехать, даже в случае наступления конца света.— ведущий немецкий автожурнал «Auto, Motor und Sport», 2020 год
Японский журнал «The Best Car» чуть ли не единственным, но основным минусом отметил дороговизну модели в Японии: 3.5 миллиона йен (2.3 млн рублей), и это без учёта налогов:

«Хантер» очень компактный, но при этом он выглядит очень мощно и мужественно. Это говорю вам я, 18 лет владеющий Jeep Wrangler. Чёрт! … Во мне борются два чувства: ошеломление и зависть. «Хантер» — автомобиль, который потребует от вас железной мужской воли. И хорошего заработка.— Масанобу Икенохира, японский журнал «The Best Car», 2020 год